# Teoría triárquica de la inteligencia
La teoría triárquica de la inteligencia ha sido desarrollada por Robert J. Sternberg, una figura destacada en la investigación de la inteligencia humana. La teoría fue de las primeras en ir contra el enfoque psicométrico y adoptar un acercamiento más cognitivo. 
La definición de Sternberg de la inteligencia es: «actividad mental dirigida hacia la adaptación intencional, selección o transformación de entornos del mundo real relevantes en la propia vida» (mental activity directed toward purposive adaptation to, selection and shaping of, real-world environments relevant to one’s life), que significa que la inteligencia es cuán bien un individuo trata con los cambios en el entorno a lo largo de su vida.
La teoría de Sternberg propone tres tipos de inteligencia: analítica, creativa y práctica. Cada uno de estos tipos conforman tres subteorías parciales que se complementan entre sí: componencial, experiencial y contextual.

## Subteoría componencial - analítica

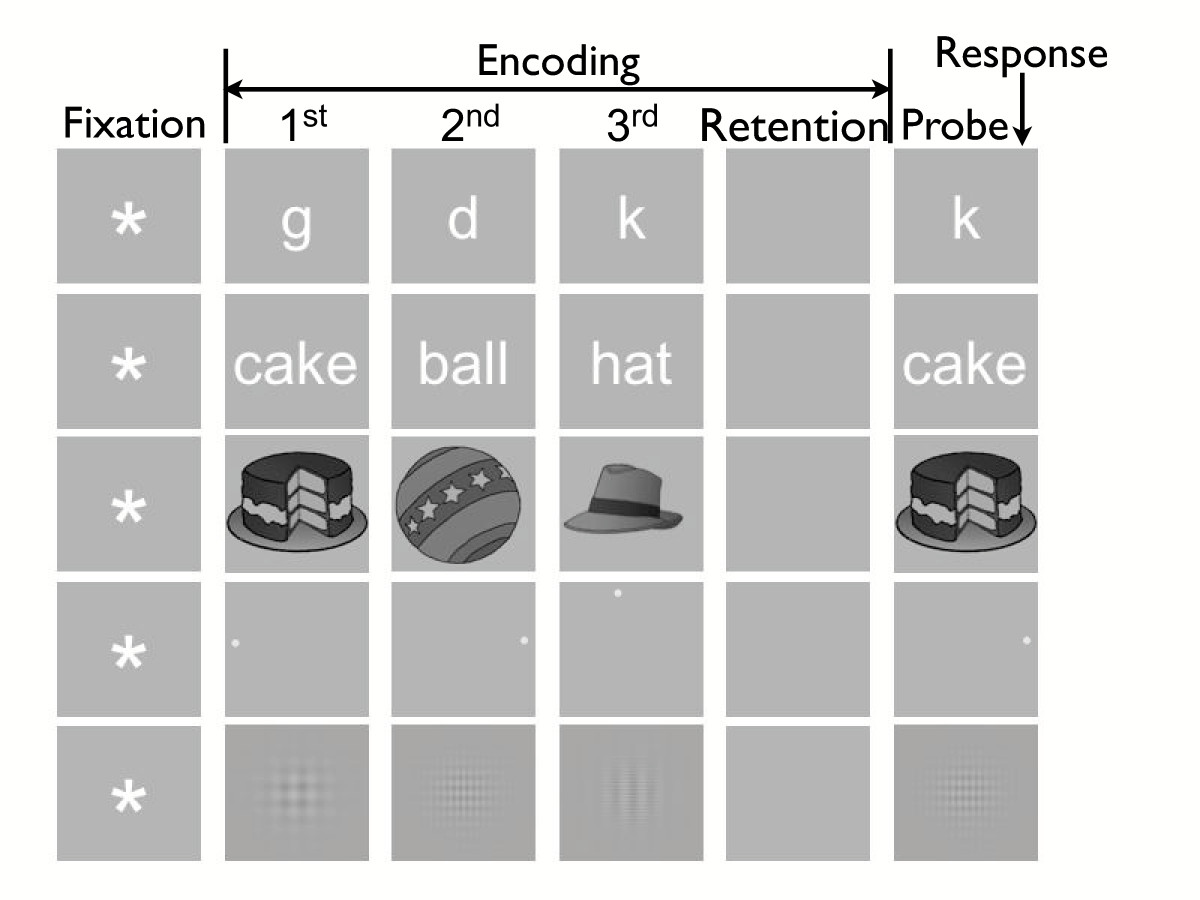
Schematic illustrating one trial of each stimulus pool in the Sternberg task: letter, word, object, spatial, grating.

Sternberg asocia el funcionamiento de la mente a una serie de componentes. Estos componentes los etiquetó como meta componentes, componentes de rendimiento, y componentes de adquisición de conocimiento.
Los metacomponentes son los procesos ejecutivos usados en resolución de problemas y toma de decisiones que implican la mayor parte de la capacidad de gestión de nuestra mente. Dicen a la mente cómo actuar. Los metacomponentes también son llamados a veces Homúnculos. Un "homúnculo" es una "persona ficticia" o "metafórica" dentro de nuestra cabeza que controla nuestras acciones, y que frecuentemente sugiere una regresión infinita de homunculi que se controlan unos a otros.
El siguiente conjunto de componentes de Sternberg, componentes de rendimiento, son los procesos que llevan a cabo realmente las acciones que dictan los metacomponentes. Estos son los procesos básicos que permiten que hagamos tareas, tales como percibir problemas en nuestra memoria a largo plazo , percibir relaciones entre los objetos, y aplicar relaciones a otro conjunto de términos.
El último conjunto de componentes, componentes de adquisición de conocimiento, se utilizan en la obtención de la nueva información. Estos componentes completan tareas que implican seleccionar la información relevante.  Estos componentes se pueden también utilizar para combinar selectivamente bloques de información recopilada. Los individuos dotados son eficientes al usar estos componentes porque pueden aprender de forma más rápida.
Sternberg asocia la subteoría componencial con la capacidad analítica . Éste es uno de tres tipos de capacidad que Sternberg reconoce. La capacidad analítica permite separar problemas y ver soluciones no evidentes. Desafortunadamente, los individuos con sólo este tipo de capacidad no son tan aptos creando ideas nuevas por sí mismos. Esta forma de capacidad es el tipo que más a menudo se evalúa. Otras áreas se ocupan de la creatividad y de otras capacidades no evaluadas con frecuencia. Sternberg dio el ejemplo de un estudiante, "Alicia", que tenía excelentes resultados de examen y cursos en la escuela, y los profesores la veían como extremadamente despierta. Alicia más adelante resultó tener apuros en secundaria porque no era hábil en crear ideas por sí misma.

## Subteoría experiencial - creativa
La segunda etapa de la teoría de Sternberg es la subteoría experiencial. Esta etapa trata principalmente de cuan bien se realiza una tarea, con relación a lo familiar que sea. Sternberg divide el papel de la experiencia en dos partes: novedad y automatización.
Una situación de novedad es aquella que nunca se ha experimentado antes. Personas que son aptas en el manejo de una situación de novedad pueden tomar la tarea y encontrar nuevas maneras de solucionarla que la mayoría de gente no percibiría.
Un proceso automatizado es el que se ha realizado múltiples veces y ahora puede hacerse con poco o nada de pensamiento adicional. Una vez que se automatice un proceso, puede ser ejecutado en paralelo con otro igual u otros procesos distintos. El problema con la novedad y la automatización es que el ser experto en un componente no asegura el ser experto en el otro.
La subteoría experiencial también se correlaciona con otro de los tipos de Sternberg de capacidad. La capacidad sintética se ve en la creatividad, la intuición , y el estudio de las artes. Personas con capacidad sintética a menudo no muestran un cociente intelectual muy alto porque no hay actualmente ninguna prueba que pueda medir suficientemente estas cualidades, pero la capacidad sintética es especialmente útil en crear nuevas ideas para crear y resolver nuevos problemas. Sternberg también asoció otro de sus estudiantes, "Barbara", a la capacidad sintética. Barbara no se desempeñaba tan bien como Alicia en las pruebas de acceso a la enseñanza secundaria, pero fue recomendada para la universidad de Yale basándose en sus habilidades creativas e intuitivas excepcionales. Barbara fue más tarde muy válida creando nuevas ideas para la investigación.

## Subteoría contextual - práctica
La tercera subteoría de la inteligencia de Sternberg, llamada contextual o práctica, «se ocupa de la actividad mental implicada en conseguir ajuste al contexto», deals with the mental activity involved in attaining fit to context. Con los tres procesos de la adaptación, conformado y selección, los individuos producen un ajuste ideal entre sí mismos y su ambiente. Este tipo de inteligencia se conoce a menudo como «pícaros callejeros» street smarts.
La adaptación ocurre cuando uno hace un cambio en sí mismo para ajustarse mejor a lo que le rodea. Por ejemplo, cuando el tiempo cambia y las temperaturas bajan, la gente se adapta utilizando más ropa para estar abrigados.
La conformación ocurre cuando uno cambia su ambiente para que encaje mejor con sus necesidades. Un profesor puede invocar una nueva regla, de levantar la mano para hablar, para asegurarse de que imparte la lección con las menos interrupciones posibles.
El proceso de selección se emprende cuando se encuentra un ambiente alternativo totalmente nuevo para substituir un ambiente anterior que era insatisfactorio para las metas del individuo. Por ejemplo, los inmigrantes dejan sus vidas en sus países de origen donde soportaban dificultades económicas y sociales y viajan a Estados Unidos en búsqueda de una vida mejor y menos opresiva.
La eficacia con la cual un individuo encaja en su ambiente y se enfrenta con situaciones cotidianas refleja el grado que se sufre de manera 
inteligencia. El tercer tipo de capacidad de Sternberg, llamada capacidad práctica, implica el poder aplicar habilidades sintéticas y analíticas a las situaciones diarias. La gente prácticamente dotada es magnífica en su capacidad de tener éxito en cualquier situación. Un ejemplo de este tipo de capacidad es «Celia». Celia no tenía capacidades analíticas o sintéticas excepcionales, pero «era altamente acertada en imaginarse lo necesario para tener éxito en un ambiente académico. Sabía qué clase de investigación era valorada, cómo conseguir artículos en las revistas, cómo impresionar la gente en las entrevistas de trabajo, y cuestiones similares». La inteligencia contextual de Celia le permitió usar dichas habilidades para su provecho.
Sternberg también reconoce que un individuo no está restringido a destacar sólo en una de estas tres inteligencias. Mucha gente puede poseer una integración de las tres y ser destacado en las tres inteligencias.
Robert J. Sternberg es expresidente de la Asociación psicológica estadounidense. Para la justificación de esta teoría, los tests que se pueden aplicar, y más información sobre sus innovadores estudios de la inteligencia, véase su libro Beyond IQ: A Triarchic Theory of Intelligence (Más allá del cociente de inteligencia: Una teoría triarquica de la inteligencia). Otras publicaciones incluyen Intelligence, Information Processing, and Analogical Reasoning (Inteligencia, procesado de la información, y razonamiento analógico) y Metaphors of Mind: Conceptions of Nature of Intelligence (Las metáforas de la mente: Concepciones de la naturaleza de la inteligencia).